# جنیفر بریدی
جنیفر بریدی (انگلیسی: Jennifer Brady؛ زادهٔ ۱۲ آوریل ۱۹۹۵) تنیس‌باز زن اهل ایالات متحده آمریکا است.